# Miletus stygianus
Miletus stygianus är en fjärilsart som beskrevs av Butler 1884. Miletus stygianus ingår i släktet Miletus och familjen juvelvingar. Inga underarter finns listade i Catalogue of Life.